# Mentes Júlia
Mentes Júlia Virgínia (Győr, 1991 –) magyar színésznő.

## Életpályája
2005–2009 között a helyi Révai Miklós Gimnázium tanulója volt. Később az Eötvös Loránd Tudományegyetem anglisztika szakán és a Pesti Magyar Színiakadémián is tanult (két évet). 2014–2019 között a Színház- és Filmművészeti Egyetem hallgatója volt, zenés színész szakirányon. 2019–2022 között a Thália Színház tagja. 2022-től a Katona József Színház színésznője.

## Színházi szerepei
| Év   | Helyszín                             | Szerző(k)                                           | Előadás címe               | Rendező                 | Szerep                                                    |
| ---- | ------------------------------------ | --------------------------------------------------- | -------------------------- | ----------------------- | --------------------------------------------------------- |
| 2023 | Katona József Színház                | Tarnóczi Jakab - Varga Zsófia                       | Extázis                    | Tarnóczi Jakab          | Szereplő                                                  |
| 2023 | Katona József Színház                | Madách Imre - Nádasdy Ádám                          | Embtrag                    | Székely Kriszta         | Szereplő                                                  |
| 2023 | Katona József Színház                | Stanislaw Ignacy Witkiewicz                         | Vizityúk                   | Zsótér Sándor           | A Lady Alice of Nevermore Hercegnő                        |
| 2022 | Katona József Színház                | Gerhart Hauptmann                                   | Magányos emberek           | Tarnóczi Jakab          | Anna                                                      |
| 2022 | Katona József Színház                | Henrik Ibsen                                        | Hedda Gabler               | Székely Kriszta         | Elvstedné                                                 |
| 2021 | Thália Színház                       | Woody Allen                                         | Lövések a Broadwayn        | Béres Attila            | Ellen                                                     |
| 2018 | Városmajori Szabadtéri Színpad       | Don Black - Ivan Menchell - Frank Wildhorn          | Bonnie & Clyde             | Harangi Mária           | Trish                                                     |
| 2018 | Fejlesztés Alatt Q Színházi Társulat | -                                                   | Izland - Magyarország      | Barcsai Bálint          | Szereplő                                                  |
| 2018 | Pesti Színház                        | Fjodor Mihajlovics Dosztojevszkij - Szakonyi Károly | A félkegyelmű              | Ifj. Vidnyánszky Attila | Adelaida Jepancsina lánya, Vera Gánya húga, Ivolgin lánya |
| 2018 | Ódry Színpad                         | Johann Wolfgang Goethe                              | Tasso                      | Tarnóczi Jakab          | Torquato Tasso                                            |
| 2018 | Dramaturgok Céhe                     | Elfriede Jelinek                                    | Düh                        | Geréb Zsófia            | Szereplő                                                  |
| 2017 | Ódry Színpad                         | Szilágyi Eszter Anna                                | A Nyíregyháza utca         | Novák Eszter            | Szereplő                                                  |
| 2014 | Magyar Színház                       | James Lapine - Stephen Sondheim                     | Vadregény - Into the Woods | Harangi Mária           | Lucinda, Aranyhaj                                         |
| 2013 | Magyar Színház                       | Böszörményi Gyula                                   | Almaszósz                  | Horváth Patrícia m.v.   | Nemes Szercsika, nemes alma                               |

## Filmes és televíziós szerepei
- Csak színház és más semmi (2019)[9] ...Szikszai Kinga
- Tóth János (2019) ...Lány
- Raya és az utolsó sárkány (2021) ...Raya
- Ida regénye (2022) ...Ida
- Cella – Letöltendő élet (2023) ...Bencsik Anna
- Super Mario Bros.: A film (2023)  ...Peach hercegnő
- Semmelweis (2023) ...Anyuka
- Volt egyszer egy stúdió (2023) ...Raya

## Díjai, elismerései
- Junior Prima díj (2021)[10]
- Máthé Erzsi-díj (2023)[11]